# Mammuthus africanavus
Mammuthus africanavus або мамут африканський — один з найстаріших видів мамута, що вперше з'явився близько 3 мільйонів років тому, наприкінці пліоцену. Його скам'янілості були знайдені в Чаді, Лівії, Марокко й Тунісі. Мамут африканський був відносно невеликим і розглядається як прямий предок Мамонта південного. Його бивні були розташовані ширше щодо черепа, у порівнянні з пізнішими видами мамутів, що може вказувати на те, що це був еволюційний глухий кут.